# Saint-Maurice (Québec)
 (mars 2024).
Si vous disposez d'ouvrages ou d'articles de référence ou si vous connaissez des sites web de qualité traitant du thème abordé ici, merci de compléter l'article en donnant les références utiles à sa vérifiabilité et en les liant à la section « Notes et références ».
Pour les articles homonymes, voir Saint-Maurice.
Saint-Maurice est une municipalité de paroisse canadienne du Québec située dans la Municipalité régionale de comté (MRC) Les Chenaux, région administrative de la Mauricie. Saint-Maurice fait aussi partie de la région métropolitaine de Trois-Rivières.

## Toponymie
L'hagiotoponyme fait référence à Maurice d'Agaune.

## Histoire
Le territoire de Saint-Maurice a été colonisé dès le début des années 1830 alors que l'endroit faisait encore partie de la seigneurie du Cap-de-la-Madeleine. La paroisse catholique a été fondée en 1837 et détachée de la paroisse de Cap-de-la-Madeleine. Le territoire de la paroisse d'origine était bien plus grand que celui qui existe aujourd'hui, car il comprenait aussi l'actuelle paroisse de Saint-Louis-de-France (aujourd'hui un secteur de Trois-Rivières) et une partie de l'actuelle paroisse de Notre-Dame-du-Mont-Carmel.
La municipalité de la paroisse de Saint-Maurice est constituée en 1855 lors du découpage municipal originel du Québec. En 1858, la municipalité du village de Fermont est détachée de celle-ci, mais en 1939 cette seconde sera dissoute et réintégrée au territoire de Saint-Maurice à la suite de la fermeture des forges Radnor, l'unique entreprise qui la faisait vivre, et par le fait même à l'exode de toute sa population.
En 1904, à la suite de demandes répétées des citoyens habitant l'ouest du territoire qui se trouvaient trop loin du village et de l'église, la nouvelle paroisse de Saint-Louis-de-France est créée et détachée du territoire de Saint-Maurice pour former une nouvelle municipalité. Avant 1904, Saint-Maurice était donc borné à l'ouest par la rivière Saint-Maurice et c'est cette limite naturelle qui a donné son nom au territoire.
Faisant partie à l'origine du comté de Champlain, Saint-Maurice est incorporé à la municipalité régionale de comté de Francheville en 1982. En 2002, lors de la réorganisation municipale de la région, elle est incluse dans la Municipalité régionale de comté Les Chenaux.
L'église de Saint-Maurice est dotée d'un des plus anciens orgues de Casavant Frères, l'opus 50, construit en 1894 et encore en usage. À traction mécanique, il comporte deux claviers et un pédalier pour une vingtaine de jeux.
Le territoire de Saint-Maurice est bien arrosé par les eaux. Il est parcouru par trois rivières (Champlain - Brûlée - au Lard) et trois ruisseaux (Gagnon - Clément – Cordon).

## Géographie
La rivière à la Fourche traverse le sud-est de la municipalité vers le sud-est. 
La rivière Noire, dans l'est, coule vers le sud-ouest jusqu'à sa confluence avec la rivière à la Fourche.
La rivière Champlain traverse le sud de la municipalité d'ouest en est.
La rivière au Lard traverse la municipalité du nord vers le sud-est jusqu'à sa confluence avec la rivière Champlain dans le sud.
La rivière Brulée traverse l'ouest de la municipalité vers le sud-est jusqu'à sa confluence avec la rivière Champlain dans le sud-est.

## Démographie
| 1996  | 2001  | 2006  | 2011  | 2016  | 2021  |
| ----- | ----- | ----- | ----- | ----- | ----- |
| 2 295 | 2 292 | 2 338 | 2 775 | 3 286 | 3 432 |

## Administration
Les élections municipales se font en bloc et suivant un découpage de six districts.
| Saint-Maurice Maires depuis 2003                                                                                     |                |         |          |
| Élection | Maire          | Qualité | Résultat |
| 2003 | Gérard Bruneau |         | Voir     |
| 2005 | Gérard Bruneau | Voir    |          |
| 2009 | Gérard Bruneau | Voir    |          |
| 2013 | Gérard Bruneau | Voir    |          |
| 2017 | Gérard Bruneau | Voir    |          |
| 2021 | Gérard Bruneau | Voir    |          |
| Élection partielle en italique Depuis 2005, les élections sont simultanées dans toutes les municipalités québécoises |                |         |          |

## Photographies

Au cœur de la municipalité
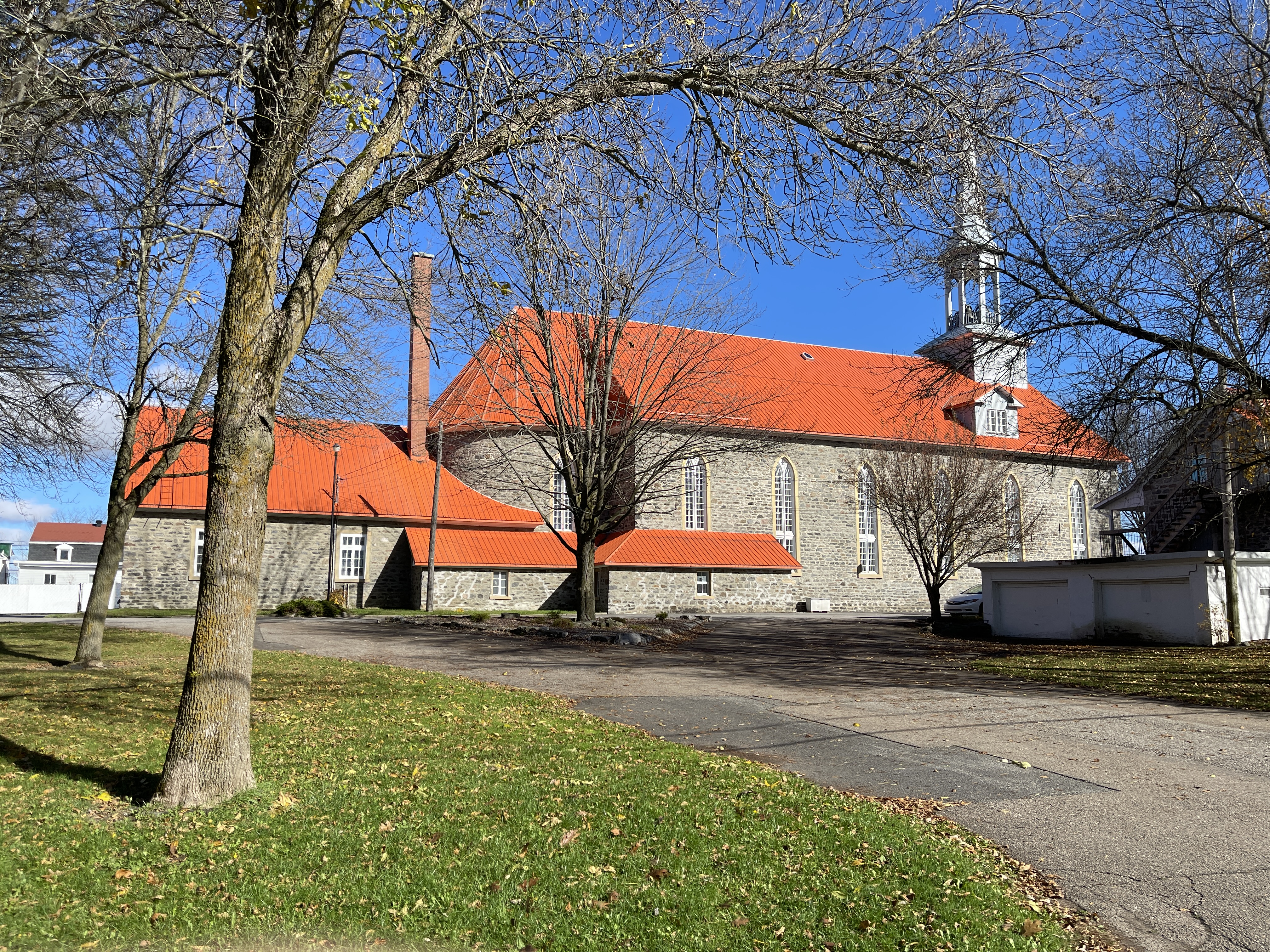
Église de Saint-Maurice, rue Thomas-Caron
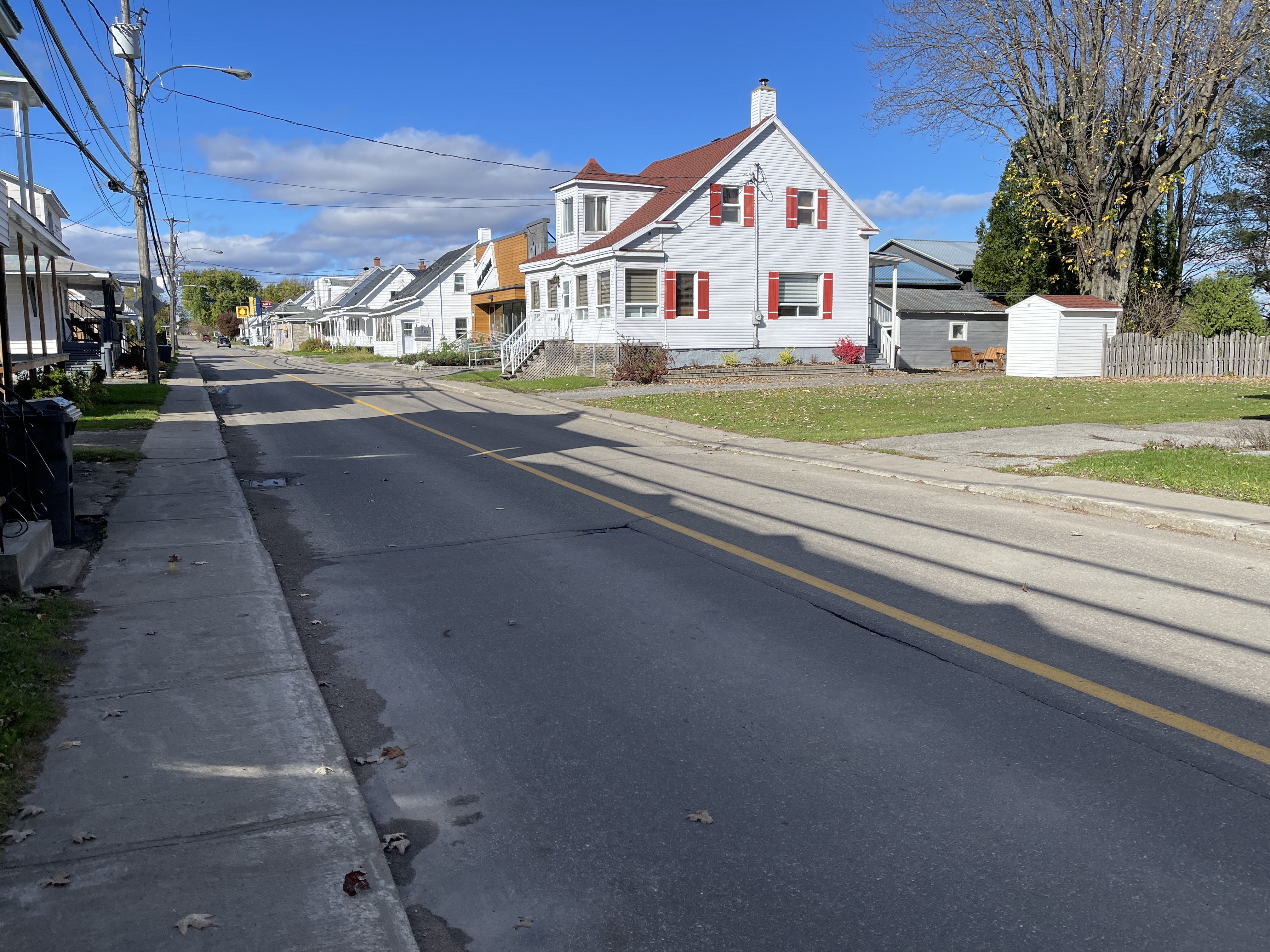
Résidences privées, commerces, rue Notre-Dame
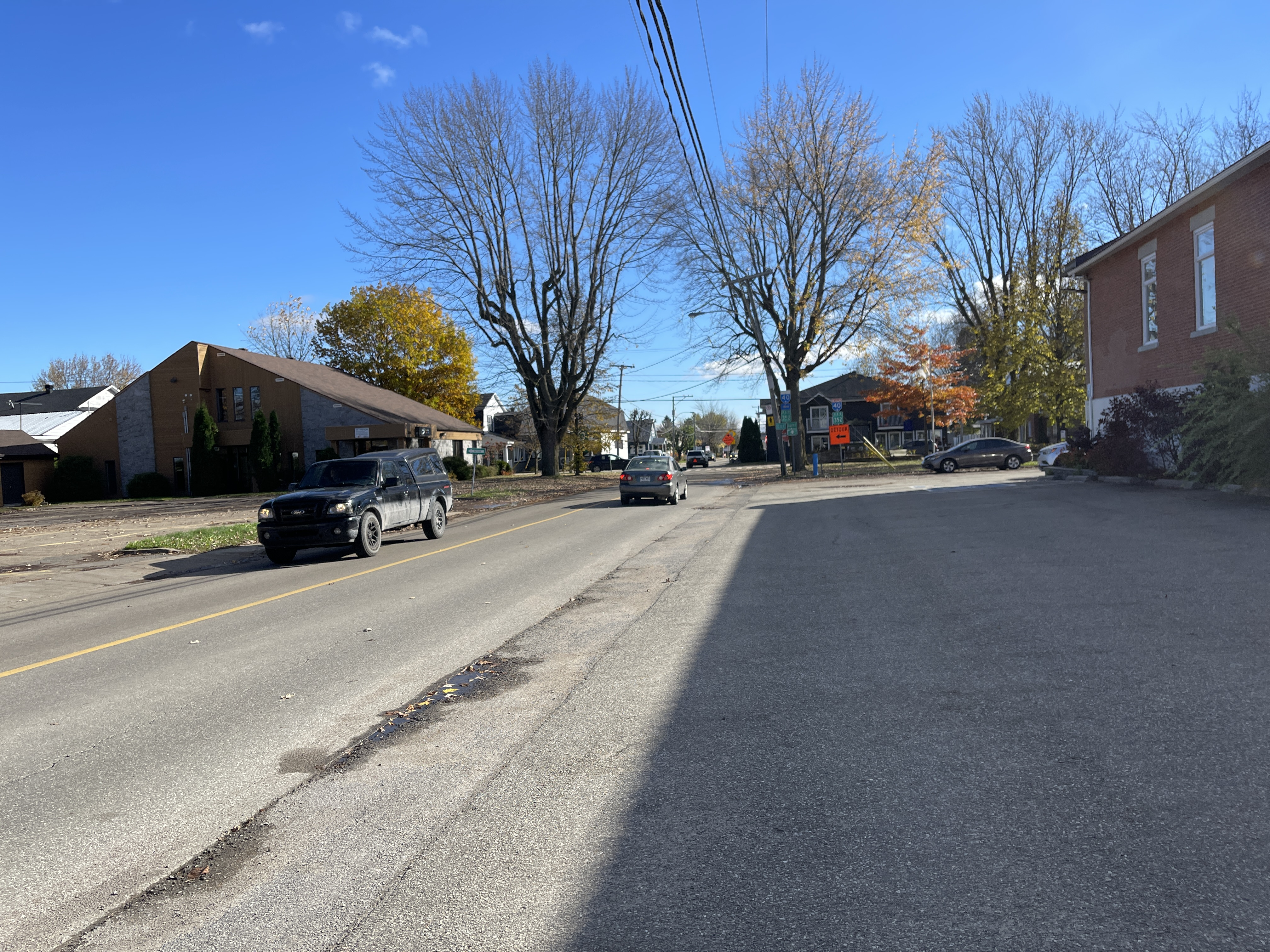
Résidences privées, commerces, rue Notre-Dame
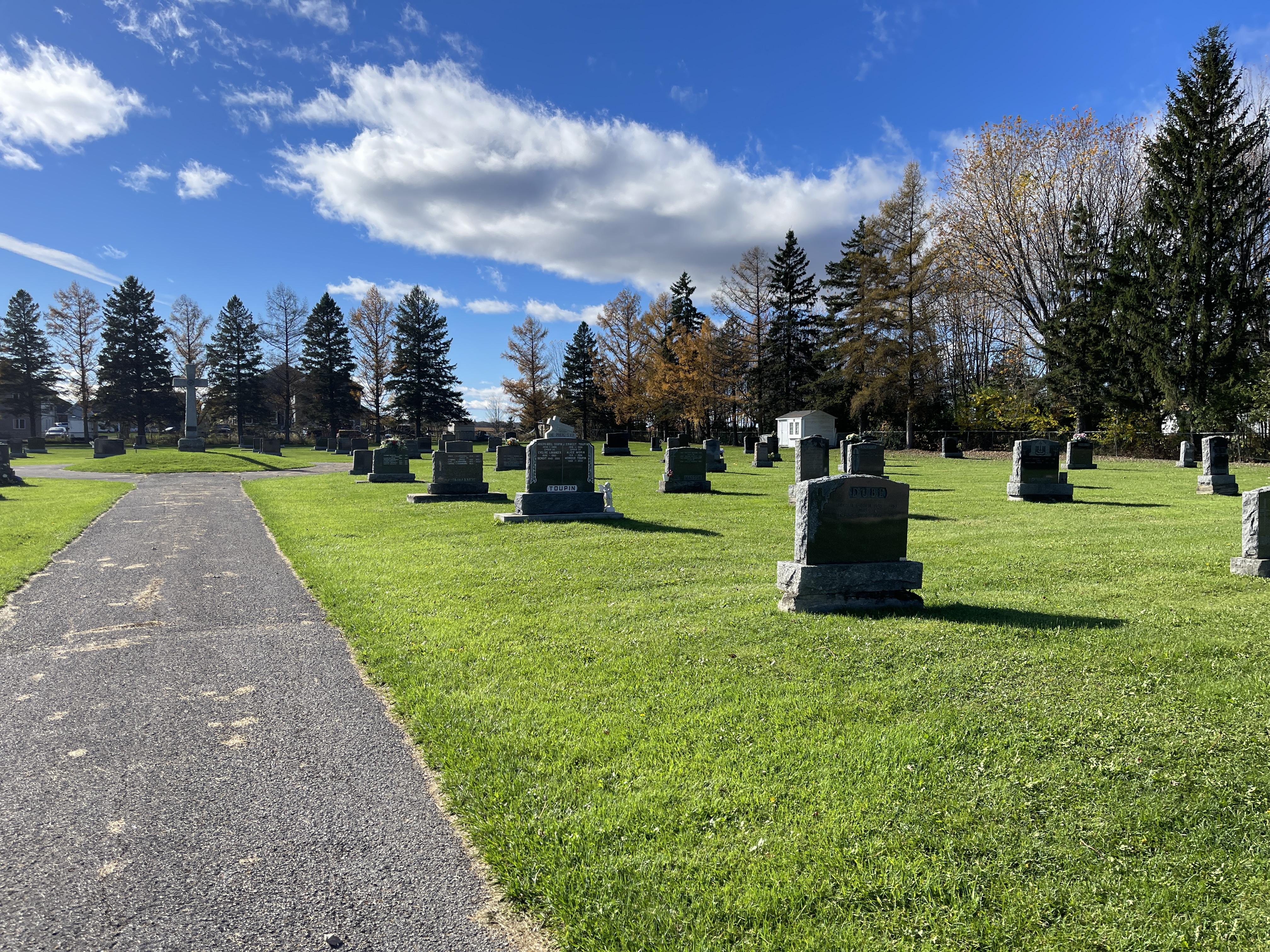
Cimetière Saint-Maurice, rue de l'Église

Tourbière du Lac-à-la-Tortue - Réserve écologique de Lac-à-la-Tortue' 

La tourbière, zones non protégées et protégée
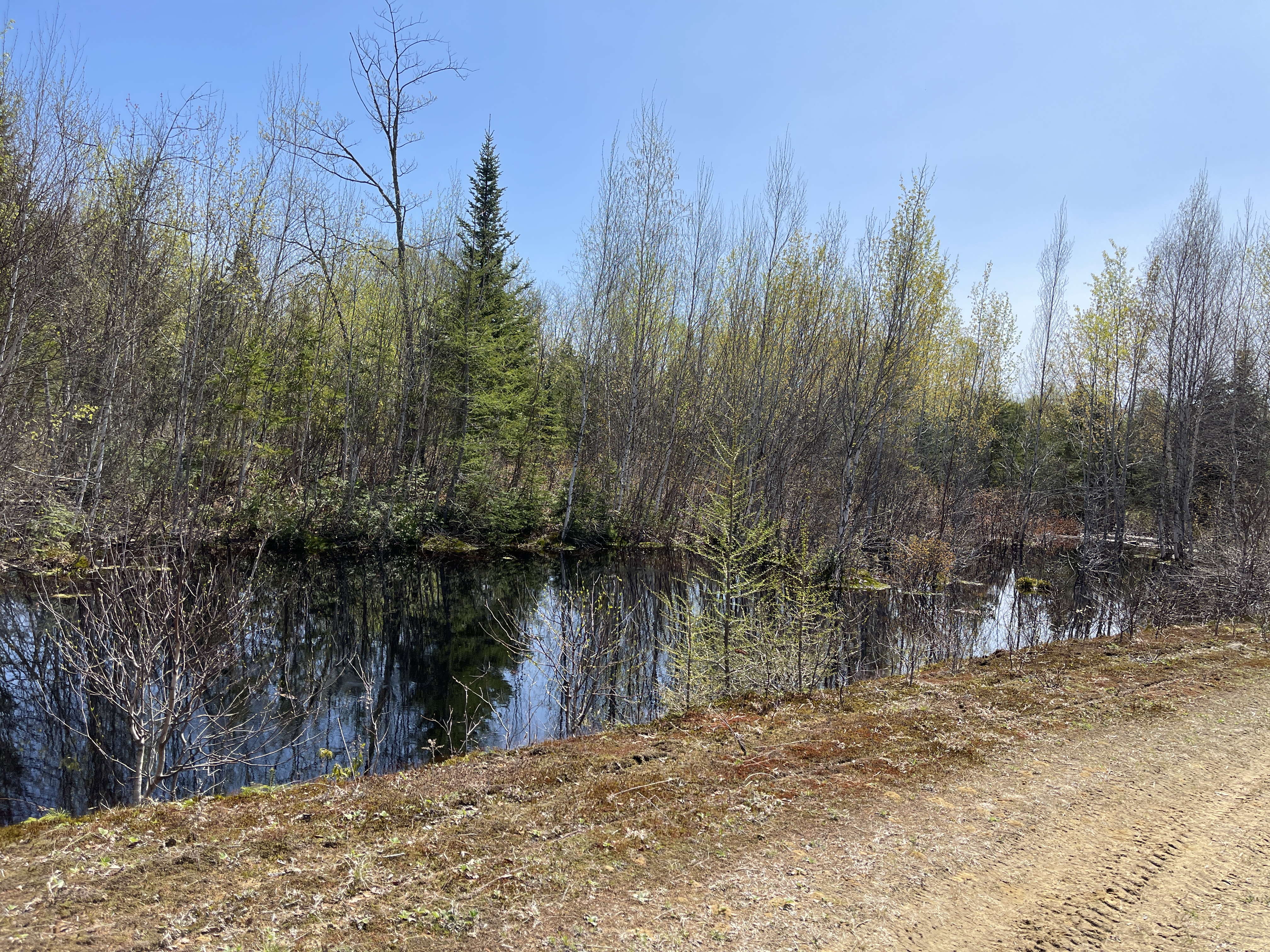
Chemin forestier privé
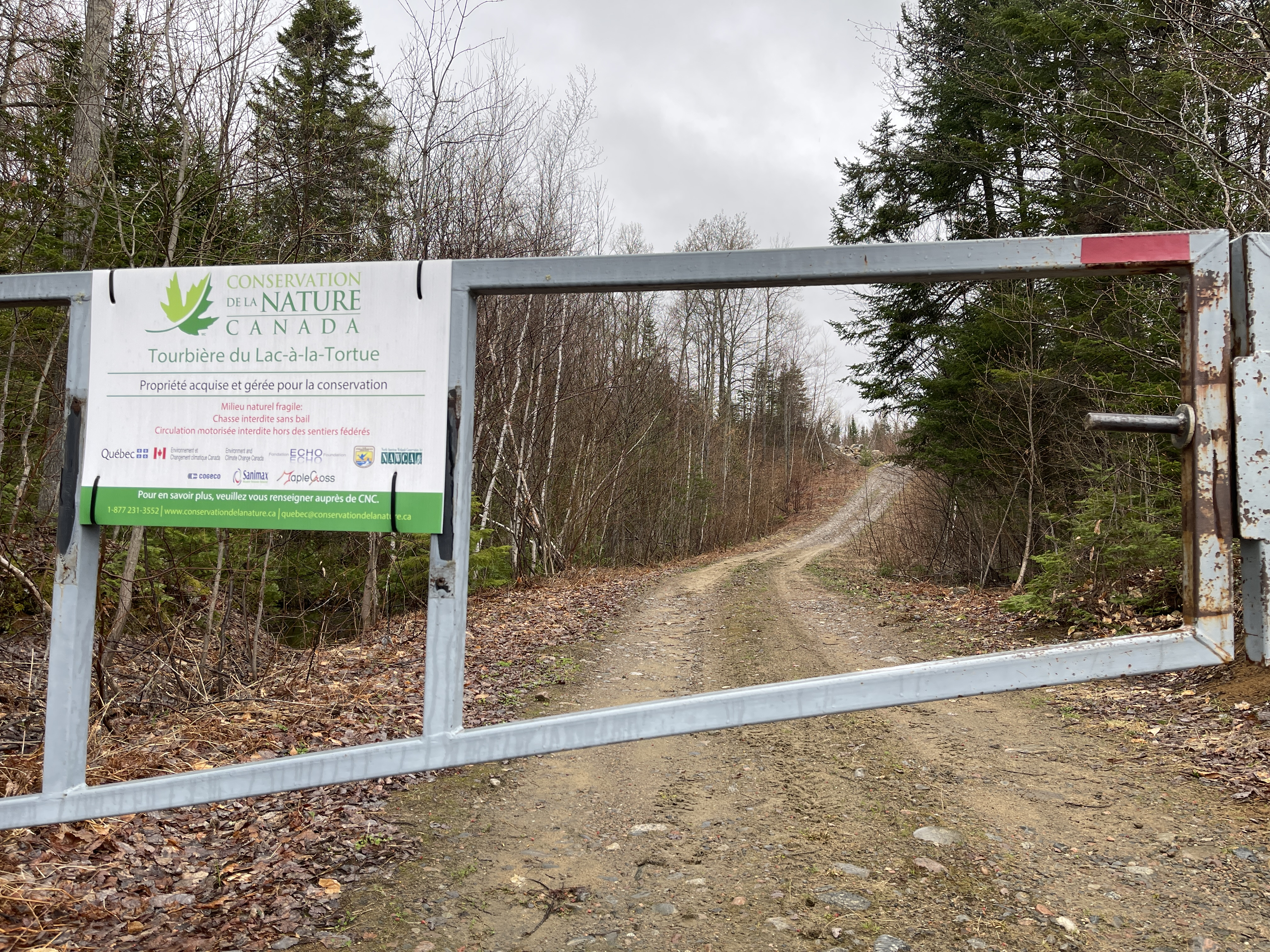
Panneau, rang Saint-Félix
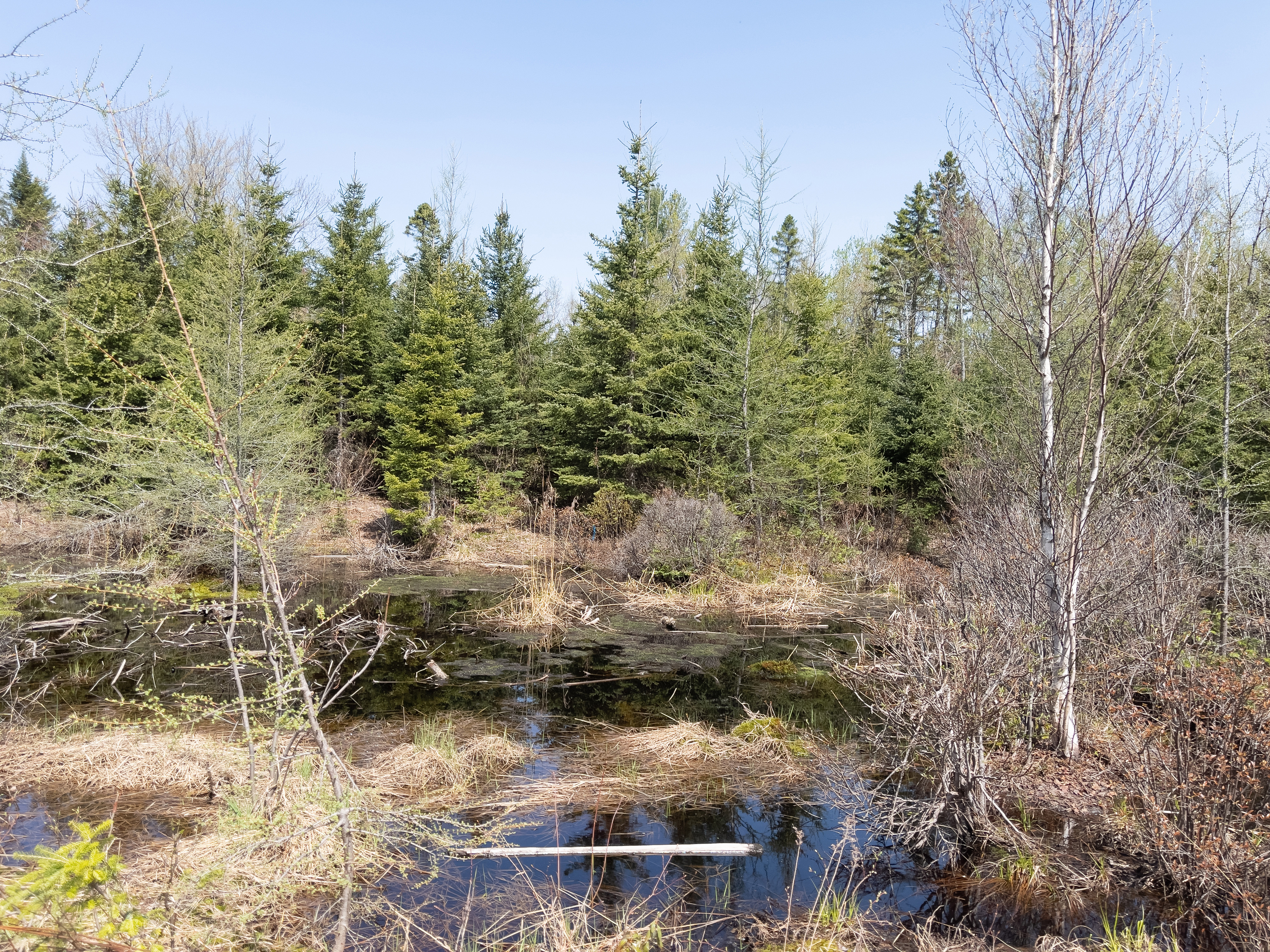
Zone protégée, rang Saint-Félix

Rivière au Lard (rivière Champlain), Saint-Maurice (Québec)
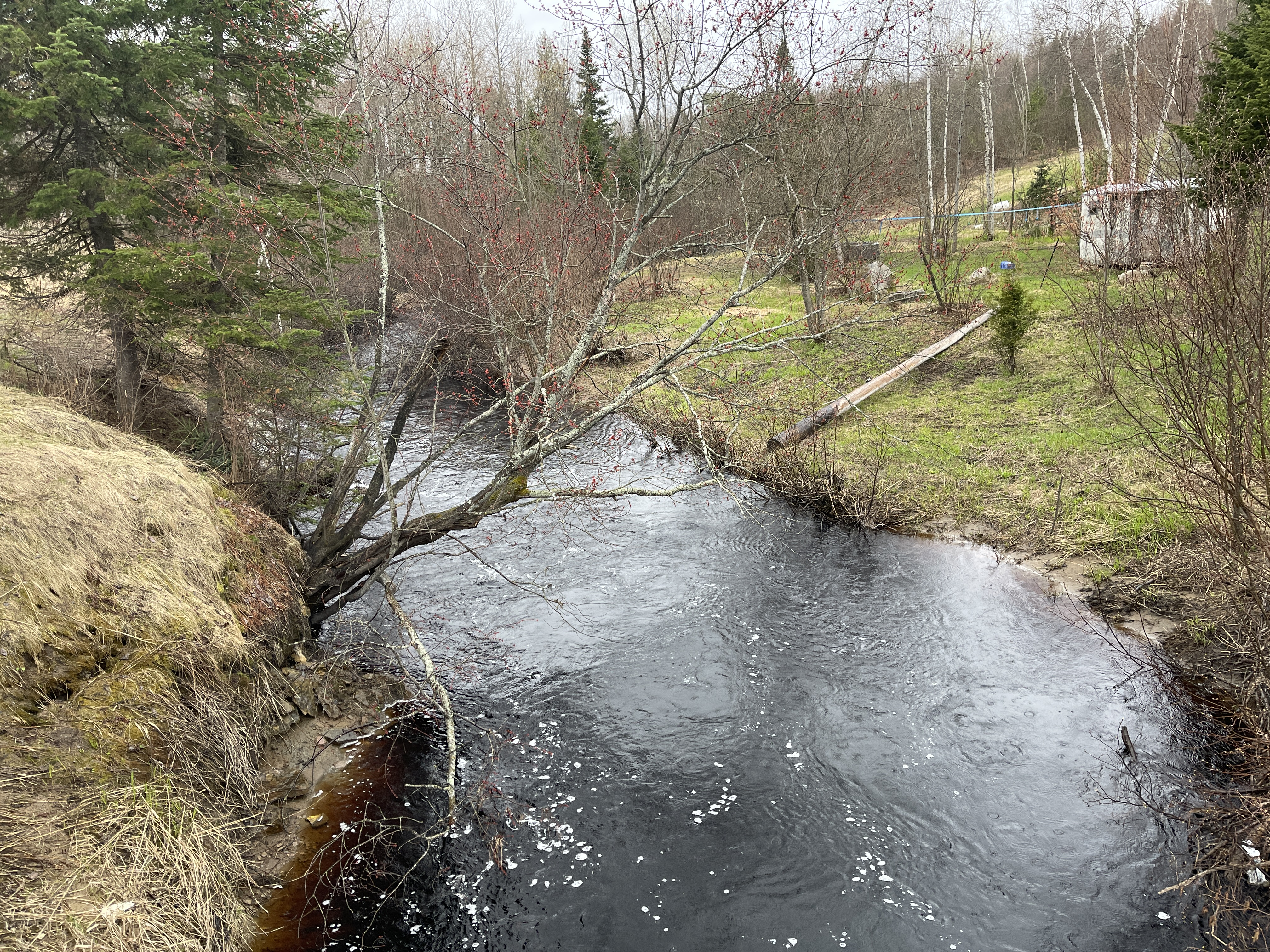
Rang Saint-Félix, du pont des Ours (01578)
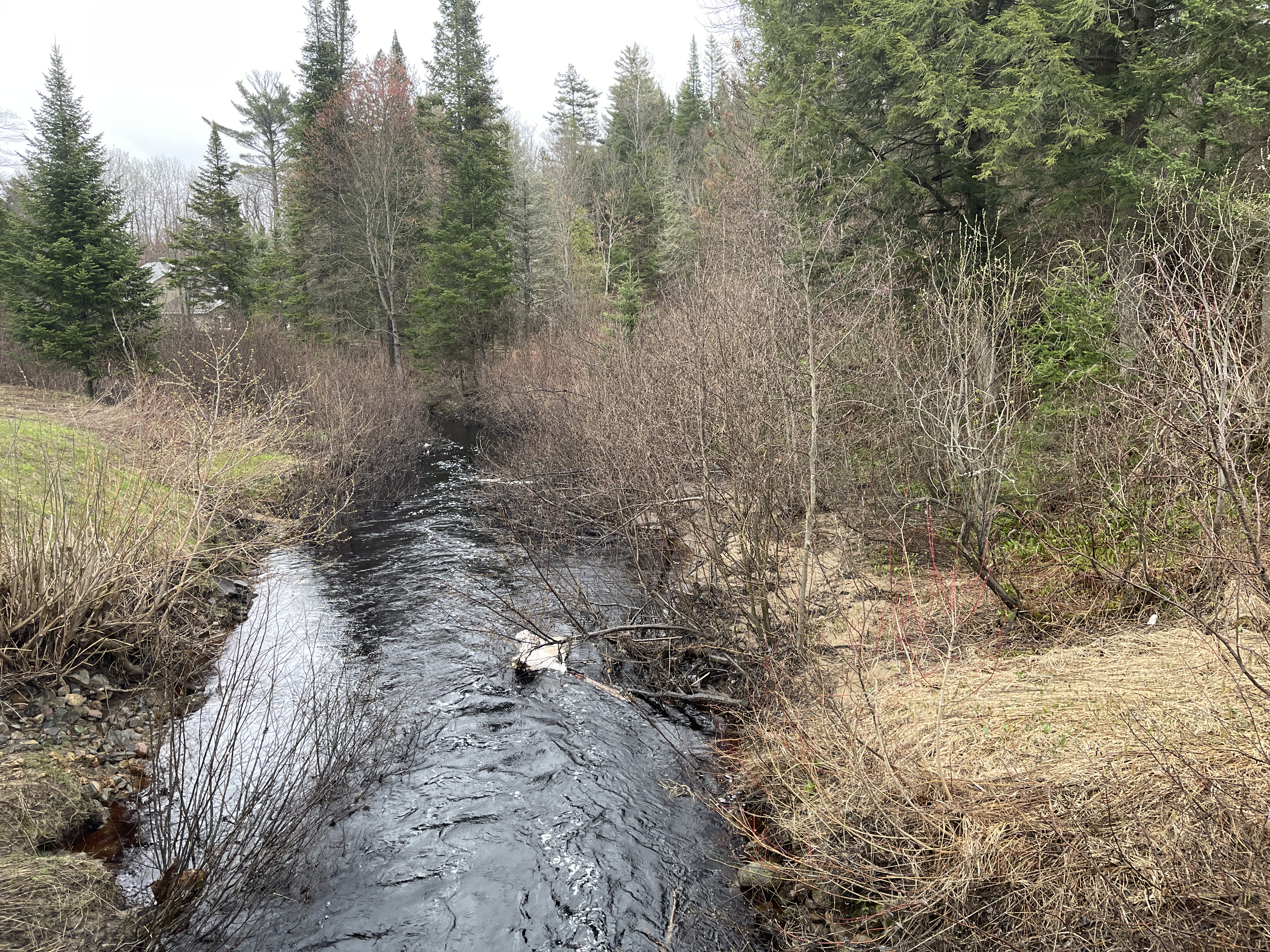
Rang Saint-Félix, du pont des Ours (01578)
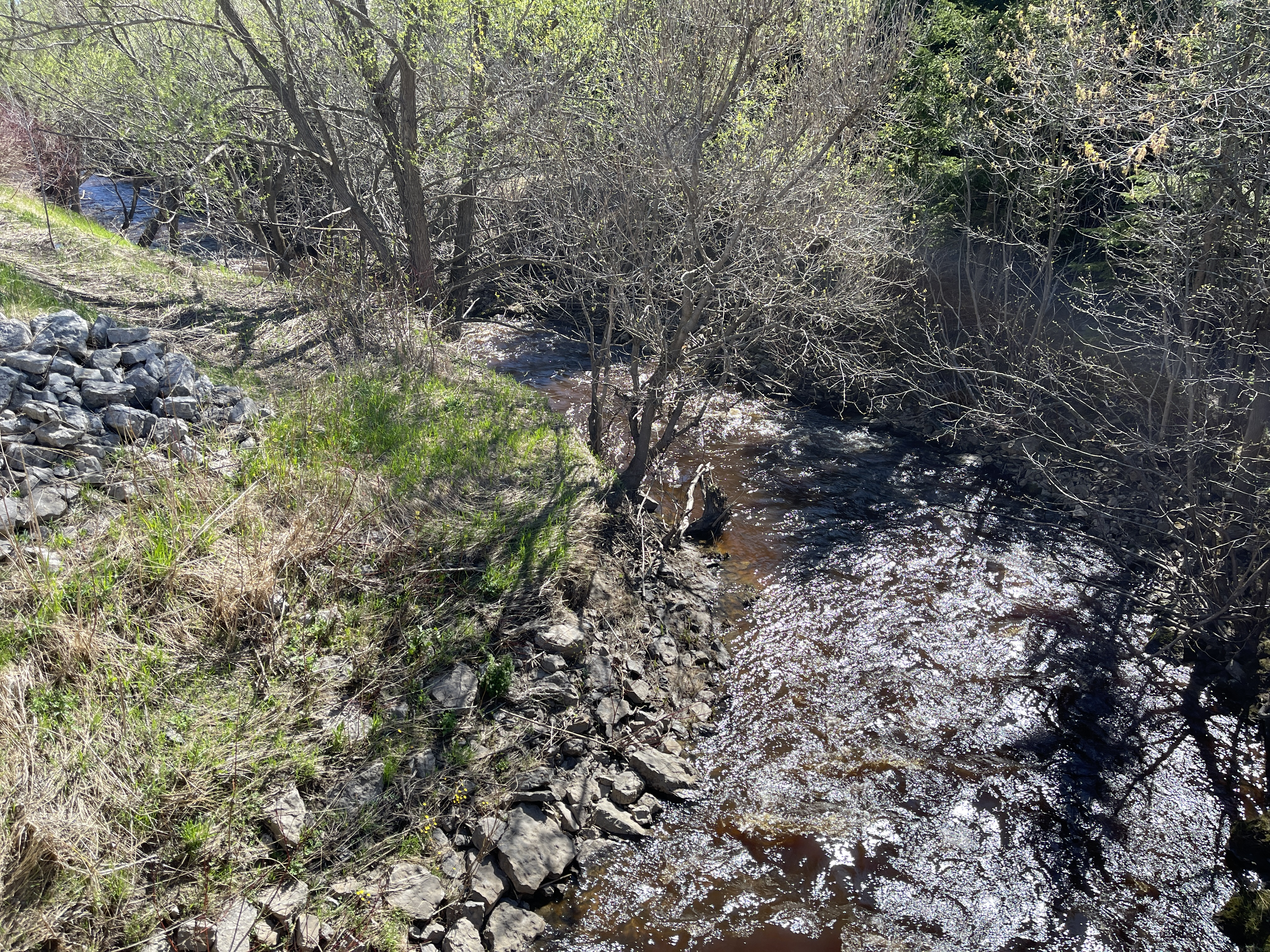
Rang Saint-Alexis, du pont 01576
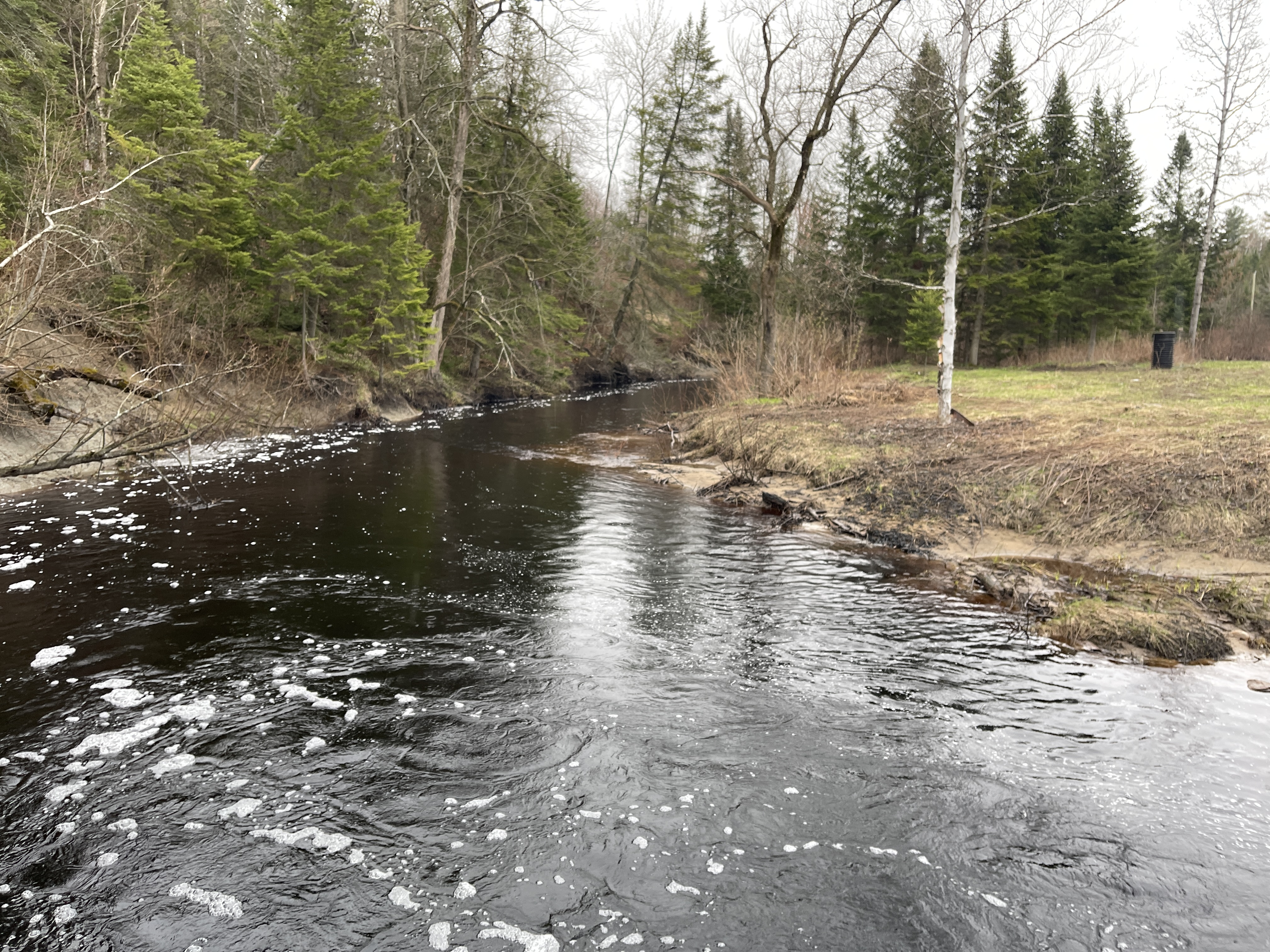
Rivière au Lard, chemin forestier privé
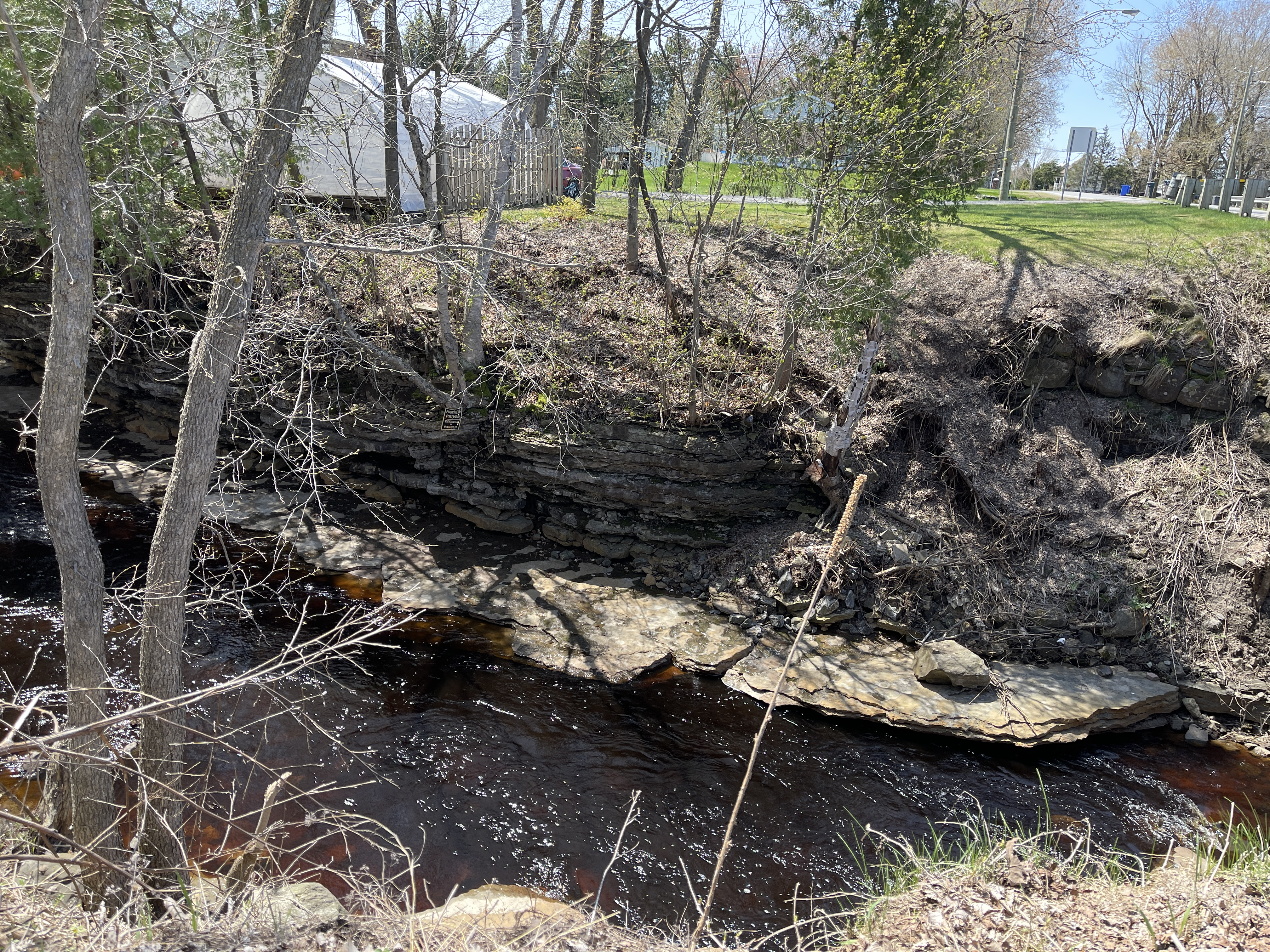
Du pont P-01574[8], rang Sainte-Marguerite
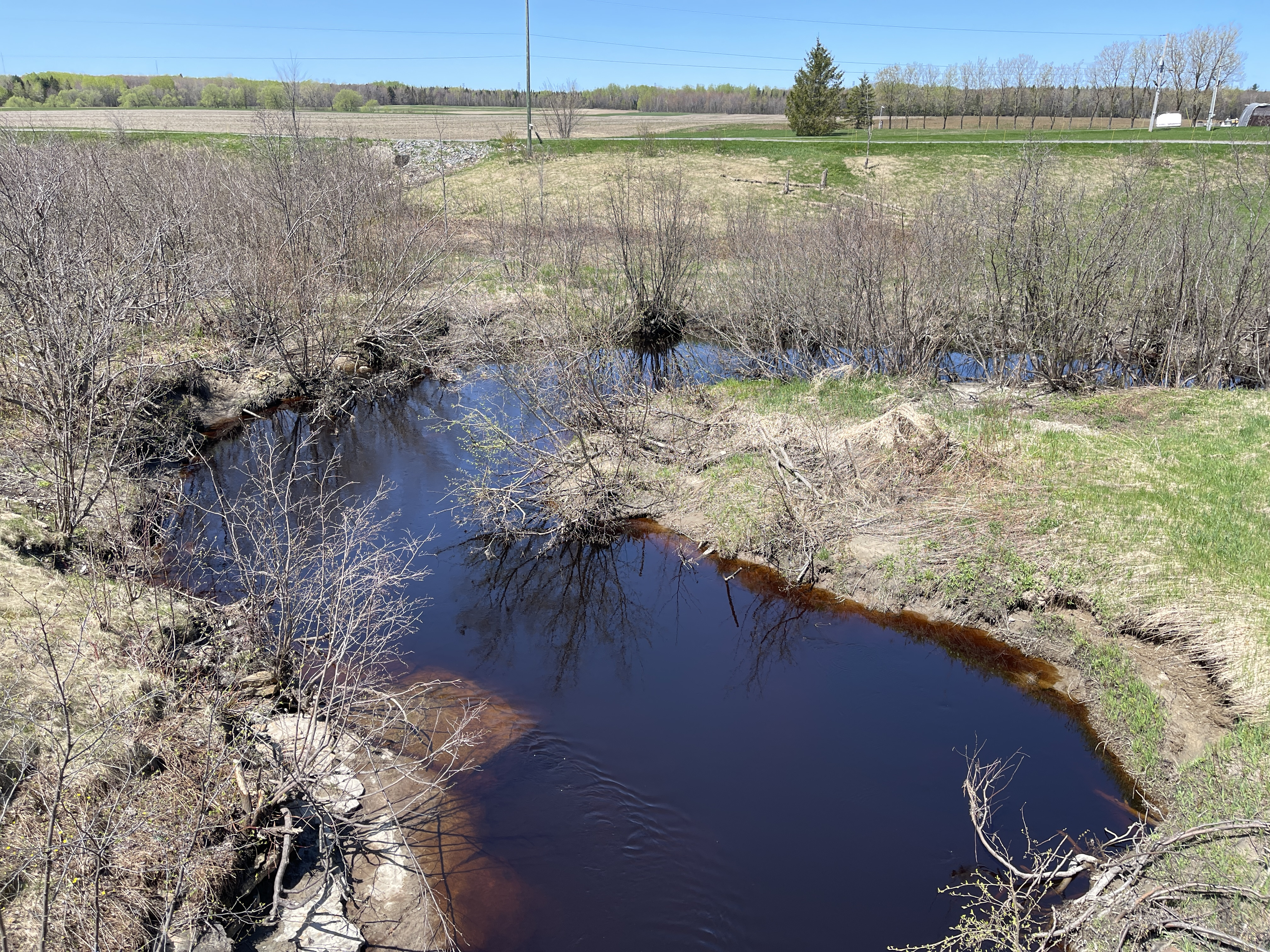
Du pont P-01574, rang Sainte-Marguerite